# Renaud de Reims
Renaud de Reims (né 13?? - mort 14??) fut organiste de la Cathédrale Notre-Dame de Paris.